# Фамцикловир
Фамцикловир — противовирусный препарат. Показан для лечения инфекций, вызванных Herpes simplex и Varicella-zoster (опоясывающего лишая), а также для ускорения излечения постгерпетической невралгии.

## Фармакологическое действие
Фамцикловир — противовирусный препарат, пероральная форма пенцикловира. Фамцикловир быстро превращается in vivo в пенцикловир, который обладает in vivo и in vitro активностью против вирусов герпеса человека и цитомегаловируса (в том числе Herpes simplex типы 1 и 2, Varicella zoster, Epstein-Barr). Пенцикловир попадает в зараженные вирусом клетки, где он быстро и эффективно превращается в трифосфат (эта реакция опосредована тимидинкиназой вируса).
Пенцикловир трифосфат находится в зараженных вирусом клетках в течение более 12 часов и подавляет в них репликацию вирусной ДНК. Период полужизни пенцикловира трифосфата в клетках, пораженных Varicella zoster, Herpes simplex I и II, составляет 9, 10 и 20 часов, соответственно. При этом, в незараженных клетках концентрация пенцикловира трифосфата едва определяется, и незараженные клетки не подвергаются действию терапевтических концентраций пенцикловира. Пенцикловир демонстрирует активность против недавно выделенного устойчивого к ацикловиру штамма вируса Herpes simplex, который имеет изменённую ДНК-полимеразу.
Было доказано, что частота возникновения резистентности к фамцикловиру (пенцикловиру) не превышает 0,3% (из тестированных 981) и 0,19% из 589 пациентов со сниженным иммунным статусом.
Назначение фамцикловира существенно снижает выраженность и длительность постгерпетической невралгии у пациентов с опоясывающим герпесом.
В плацебо-контролируемом исследовании у пациентов с иммунодефицитом вследствие ВИЧ-инфицирования было показано, что фамцикловир в дозе 500 мг 2 раза в сутки уменьшал число дней выделения вируса Herpes simplex (как с клиническими проявлениями, так и без них).
Фамцикловир не оказывает значительного влияния на сперматогенез или морфологию и подвижность спермы у человека. При дозах, значительно превышающих терапевтические, наблюдалось снижение фертильности у самцов крыс, но у самок такого действия не наблюдалось.
При дозе, примерно в 50 раз превышающей нормальную терапевтическую дозу, у самок крыс наблюдалось увеличение частоты возникновения аденокарциномы молочной железы. Такого эффекта не наблюдалось у самцов крыс и у мышей обоего пола.
Кроме того, у фамцикловира не обнаружено генотоксичности в обширной серии исследований in vivo и in vitro, проводимых для выявления мутаций генов, хромосомных повреждений и устранимых повреждений ДНК.
Пенцикловир, как другие препараты этого класса, способен вызывать хромосомные повреждения, но не вызывал мутации генов в клеточной системе бактерий и млекопитающих, также нет данных об увеличении репарации ДНК in vitro. Эти факты не имеют какого-либо клинического значения.

## Фармакокинетика
После перорального приема фамцикловир быстро и практически полностью поглощается и быстро превращается в активный пенцикловир. Биодоступность пенцикловира после перорального приема фамвира −77 %. Средняя пиковая концентрация пенцикловира после приема 250 мг фамцикловира перорально составляла 1,6 мкг/мл и достигалась в среднем через 45 минут после приема. Кривые концентрации в плазме в зависимости от времени для пенцикловира одинаковы после однократного и повторного приема (3 раза в день). Конечное значение T-max пенцикловира в плазме после однократного или повторного приема фамцикловира — примерно 2 часа (инструкция препарата). Время полувыведения пенцикловира — около 7 часов (инструкция препарата). При повторном приеме фамцикловира кумуляции пенцикловира не наблюдается. Пенцикловир и его 6-дезокси-предшественник мало (менее 20 %) связываются с белками плазмы. Фамцикловир удаляется в основном в форме пенцикловира и его 6-дезоксипредшественника, которые в неизменном виде экскретируются с мочой, фамцикловир не обнаруживается в моче. Канальцевая секреция способствует почечной элиминации. Неосложненная инфекция Herpes simplex или Varicella zoster не изменяет значительно фармакокинетику пенцикловира после перорального приема фамцикловира.

## Применение

### Показания
- инфекции, вызванные Herpes simplex (тип I и II): первичная инфекция, обострение хронической инфекции, супрессия рецидивирующей инфекции;
- инфекции, вызванные Varicella zoster (опоясывающий герпес), включая опоясывающий герпес с глазными осложнениями (постгерпетическая невралгия).

### Способ применения и дозы
Лечение следует начинать как можно скорее, сразу после постановки диагноза.
Взрослые
Для лечения острой инфекции Varicella zoster (опоясывающего лишая) нужно принимать 1 таблетку по 250 мг 3 раза в день в течение 7 дней. Больным с риском развития постгерпетической невралгии (при глазных осложнениях) рекомендуется принимать 500 мг 3 раза в день в течение 7 дней. У пациентов со сниженным иммунным статусом рекомендуемая доза составляет 500 мг 3 раза/сут в течение 10 дней.
При первичной инфекции Herpes simplex рекомендуемая доза составляет 250 мг 3 раза/сут в течение 5 дней. При рецидивах хронической инфекции взрослым назначают по 125 мг 2 раза/сут в течение 5 дней. У пациентов со сниженным иммунным статусом рекомендуемая доза составляет 500 мг 2 раза/сут в течение 7 дней. В качестве супрессивной терапии рецидивирующей герпетической инфекции назначают 250 мг 2 раза/сут. Рекомендуется периодическое прекращение приема препарата раз в 12 мес для оценки возможных изменений течения заболевания. У ВИЧ-инфицированных пациентов эффективная доза составляет 500 мг 2 раза/сут.
Больные старшего возраста: дозировка не меняется, если не нарушена функция почек.
У больных с нарушениями выделительной функции почек требуется коррекция режима дозирования. У пациентов с нарушением функции почек отмечается уменьшение клиренса пенцикловира. При клиренсе креатинина (КК) 30-59 мл/мин назначают по 250 мг (1 таб.) 2 раза/сут; при КК менее 30 мл/мин — по 250 мг (1 таб.) 1 раз/сут.
Информация о больных, получающих гемодиализ. Поскольку после 4 ч гемодиализа концентрация пенцикловира в плазме снижается приблизительно на 75 %, дозу Фамвира следует принимать сразу после процедуры гемодиализа. Рекомендуемая доза составляет 250 мг (для больных с опоясывающим герпесом) и 125 мг (для больных с генитальным герпесом).
Больные с нарушением функции печени. При хорошо компенсированных хронических заболеваниях печени корректировка дозы не требуется. Информация о применении препарата при тяжелых декомпенсированных хронических заболеваниях печени отсутствует; и в этом случае нет точных рекомендаций.
Дети
В настоящий момент недостаточно данных о безопасности и эффективности фамвира у детей, следовательно, применение не рекомендуется, если только потенциальная польза терапии не превышает возможный риск осложнений.

### Передозировка
Не сообщалось о случаях острой передозировки фамцикловира. Описанные случаи передозировки (10.5 г) фамцикловира не сопровождались клиническими проявлениями. При несоблюдении рекомендаций по уменьшению дозы фамцикловира с учетом функции почек у больных с заболеваниями почек отмечены случаи острой почечной недостаточности. При необходимости следует проводить симптоматическую и поддерживающую терапию. Пенцикловир выводится при гемодиализе (через 4 ч гемодиализа концентрация в плазме снижается приблизительно на 75 %).

### Противопоказания
Гиперчувствительность к фамцикловиру или любому из компонентов препарата.

### Применение в период беременности и лактации
Хотя опыты на животных не выявили эмбриотоксического и тератогенного действия фамцикловира и пенцикловира, безопасность фамвира при беременности у человека не была установлена. Следовательно, фамцикловир не надо применять у беременных или кормящих женщин, если только возможные преимущества лечения не перевешивают возможного риска. Исследования на крысах показали, что пенцикловир экскретируется с молоком кормящих самок после перорального приема фамфикловира.
Информации об экскреции с молоком у женщин нет.

### Побочное действие
Фамцикловир показал хорошую переносимость при исследованиях у людей, редко обладает тератогенным и онкогенным эффектом.
Возможны: головная боль, головокружение, спутанность сознания, тошнота, рвота, боли в животе, кожная сыпь, диспепсия, лихорадка, гранулоцитопения и тромбоцитопения.

### Особые указания и меры предосторожности
Следует обратить особое внимание на больных с нарушенной функцией почек, для которых может потребоваться корректировка дозы.
Специальные предосторожности для пожилых пациентов или при нарушениях функции печени не требуются.
Генитальный герпес — заболевание, передающееся половым путём. Во время рецидивов риск заражения увеличивается. При наличии клинических проявлений заболевания даже в случае начала противовирусного лечения пациенты должны избегать половых контактов.
Влияние на способность к вождению автомобиля и управлению механизмами:
Влияние фамцикловира на способность к вождению автомобиля и управлению механизмами не изучалось.

### Лекарственное взаимодействие
Не было обнаружено клинически значимых фармакокинетических взаимодействий.
Пробеницид и другие препараты, изменяющие деятельность почек, могут повлиять на уровень пенцикловира в плазме.
Доклинические исследования не выявили воздействия фамцикловира на систему цитохрома Р450.

## Условия хранения
Препарат следует хранить в защищенном от влажности, недоступном для детей месте при температуре не выше 30 °C.
Срок годности — 3 года. Препарат не следует использовать после срока, отмеченного на упаковке.
Условия отпуска из аптеки — по рецепту.